# Telephanus pubescens
Telephanus pubescens es una especie de coleóptero de la familia Silvanidae.

## Distribución geográfica
Habita en Nicaragua y Costa Rica.